# Löhne
Löhne is een stad en gemeente in de Duitse deelstaat Noordrijn-Westfalen, gelegen in de Kreis Herford. De stad telt 39.871 inwoners (31 december 2020) op een oppervlakte van 59,45 km². Naburige steden zijn Herford, Hiddenhausen, Kirchlengern en Vlotho (in het district Herford), Bad Oeynhausen en Hüllhorst (in het district Minden-Lübbecke).

## Geografie
Löhne, dat zich sinds een grote gemeentelijke herindeling in 1969 stad mag noemen, bestaat hoofdzakelijk uit drie kernen: de oude dorpen Gohfeld en Löhne, en een in de 19e en 20e eeuw ontstane woon- en fabriekswijk, die rondom het station Löhne ligt en Bahnhof Löhne genoemd wordt. Dit laatste gedeelte lijkt nog het meest op een middelgrote stad met winkels, openbare gebouwen enz.
Het ligt in een tamelijk vlak gebied, dat Ravensberger Mulde genoemd wordt, ca. 10 km ten zuiden van het Wiehengebergte aan de benedenloop van de Werre, die in de oostelijke buurgemeente Bad Oeynhausen in de Wezer uitmondt. Door de gemeente lopen ook een aantal zijbeken van de Werre. Van vier van die beken is een deel van het beekdal ecologisch waardevol, en om die reden tot  natuurreservaat verklaard. Deze, smalle en langgerekte, natuurreservaten zijn kwetsbaar en kunnen niet betreden worden.
Löhne grenst in het zuiden aan Herford. De afstand via de Bundesstraße 61 naar Herford en  Bielefeld, in zuid-zuidoostelijke richting, is respectievelijk ca. 10 km en ca. 25 km. De afstand naar Osnabrück, in westelijke richting, is ca. 50 km.

## Verkeer, vervoer
- Per auto: A30, Amsterdam - Berlijn, afrit 30; de A2 loopt ook dicht langs het gemeentegebied bij het naburige Herford.
- Per trein: Löhne heeft een station aan de spoorlijn van Osnabrück naar Hannover en verder naar Berlijn. Er stoppen regionale treinen. Er stoppen ook treinen richting Emden en Hildesheim, en stoptreinen naar o.a. station Nienburg.

In het verleden was dit station voorzien van een groot rangeerterrein, omdat diverse spoorlijnen hier eindigden en zowel passagiers als goederen hier met andere treinen verder moesten reizen  Dit geheel door rails omringde terrein ligt in 2020 braak, een herbestemming is nog niet gevonden.
- Bij het station is ook een busstation, vanwaar men met stads- en streekbussen alle richtingen uit kan rijden.
- Löhne is een etappeplaats op diverse langeafstandsfietsroutes.

## Delen van Löhne

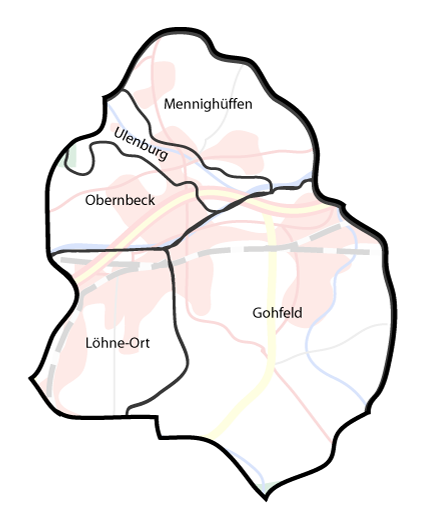
Delen van Löhne
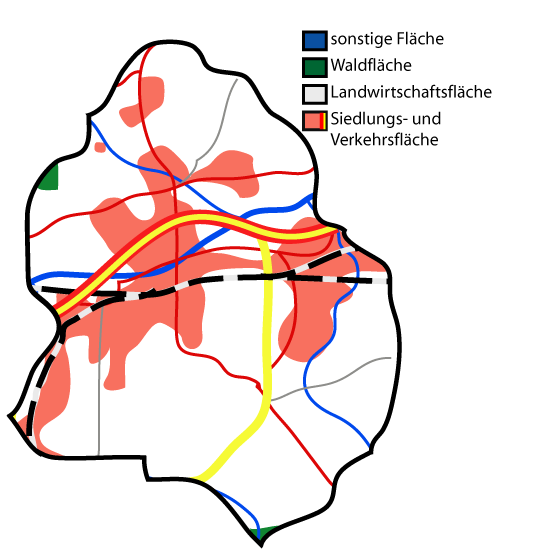
Bodemgebruik: roze = bebouwd gebied, wit = landbouwgrond, zwarte lijn = spoorlijn, rood/geel = Autobahn A30, blauw = water
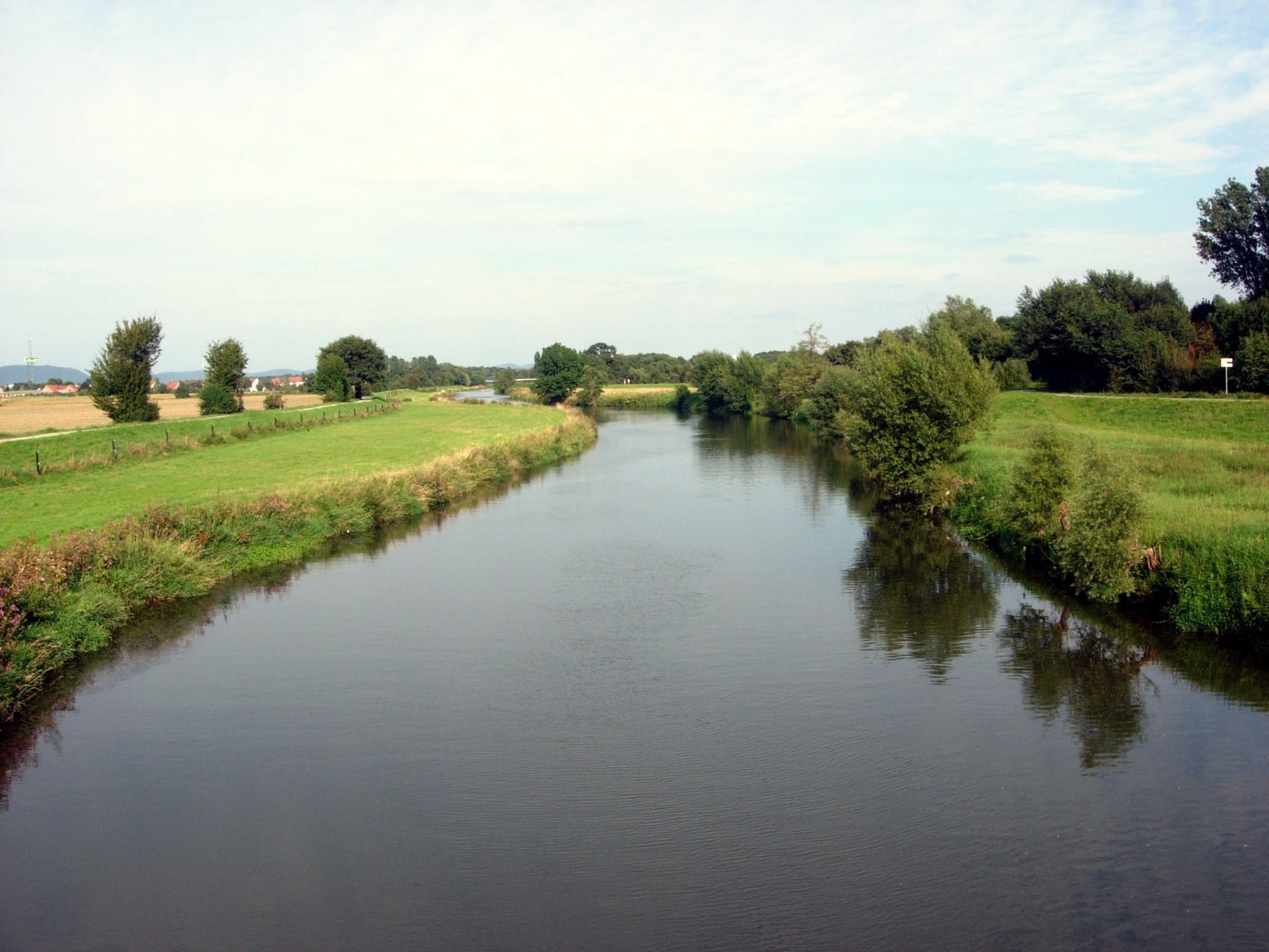
Dal van de Werre bij Löhne

- Gohfeld, 17.746 inwoners; beslaat het zuidoostelijk gedeelte van de gemeente; bestaande uit twee sub-stadsdelen:
  - Gohfeld-dorp (11.142 inwoners), met Melbergen en Wittel;
  - Löhne-Bahnhof (6.604 inwoners), met Bischofshagen en Steinsiek (oost)

- Löhne-Ort, 6.761 inwoners; beslaat het zuidwestelijk gedeelte van de gemeente; bestaande uit de dorpen Löhne-Dorf, Dickendorn, Falscheide, Löhnerheide en Steinsiek (west)

- Mennighüffen, 10.041 inwoners; beslaat het noordelijk gedeelte van de gemeente; bestaande uit de dorpen Mennighüffen, Besebruch, Grimminghausen, Halstern, Krell, Ostscheid en Westscheid

- Obernbeck, 5.830 inwoners; beslaat het west-noordwestelijk gedeelte van de gemeente; bestaande uit de dorpen Obernbeck en Ellerbusch

- Ulenburg 352 inwoners; beslaat in het noordwesten een bochtige strook tussen Mennighüffen en Obernbeck; bestaande uit het dorpje Ulenburg (met kasteel) en het domein van het vroeger belangrijke kasteel Beck.[3]. Van kasteel Beck is alleen nog een aanzienlijke boerderij overgebleven.

Het aantal inwoners per Stadtteil is ontleend aan de website van de gemeente Löhne; peildatum 1 januari 2021. Totaal inwoners van de gehele gemeente: 40.730.

## Economie
De gemeente Löhne heeft binnen haar grenzen de hoofdvestigingen van vier grote bedrijven, die keukens produceren: Nolte, SieMatic, Bauformat en Nieburg. Poggenpohl is juist aan de andere kant van de gemeentegrens met Herford gevestigd. 
Er zijn ook allerlei toeleveringsbedrijven voor deze keukenindustrie gevestigd. Alleen deze al bieden naar schatting duizend arbeidsplaatsen.

## Geschiedenis
Het gebied waar Löhne thans ligt was al in de Midden-Steentijd bewoond. 
Vanaf de 8e eeuw is er sprake van min of meer continue bewoning door onder andere Saksische, later ook Frankische boeren die hier land kwamen ontginnen.
Tot het midden van de 19e eeuw was dit gehele gebied zeer arm, en het werd regelmatig geteisterd door oorlogsgeweld (onder andere de Dertigjarige Oorlog (1618-1648) en de Zevenjarige Oorlog (1756-1763)), hongersnoden en andere rampen. Tussen ongeveer 1780 en 1830 was er een korte, tijdelijke opbloei door de huisnijverheid (nog niet gemechaniseerde linnenweverij). Het gebied van Löhne behoort tot de regio's, vanwaar veel mannen ieder voorjaar enige maanden als hannekemaaier in onder andere Nederland gingen werken.
Het leven van de bevolking werd ook versomberd door de naar verhouding streng-piëtistische opvattingen van veel dominees in deze dorpen. De protestantse bevolking was politiek doorgaans conservatief, hetgeen in 1932 Adolf Hitlers NSDAP een verkiezingswinst opleverde die duidelijk boven het Duitse gemiddelde lag.
De armoede verdween grotendeels, toen hier in 1847, 1855 en 1875 spoorwegaansluitingen tot stand kwamen. Er volgde een snelle industrialisering; eerst was er tabakindustrie, later meubelmakerijen. Deze laatste bedrijfstak bepaalt de economie van de gemeente tot op de huidige dag sterk.
Het economisch en logistiek belangrijke station van Löhne was in de Tweede Wereldoorlog een belangrijk doelwit voor luchtbombardementen, vooral op 14 maart 1945, toen daarbij ook meer dan honderd burgerslachtoffers vielen. Ook 1946 was voor Löhne nog een slecht jaar. Vanwege een grote overstroming van de Werre, in combinatie met de tijdelijke aanwezigheid van duizenden vluchtelingen, werden velen dakloos.

## Bezienswaardigheden
- De Simeonkirche (1735), de dorpskerk van Gohfeld, met oudere, laatgotische toren is gebouwd op de plaats van een oudere, mogelijk al in 1035 gebouwde kerk. De buurt waarin deze kerk staat, heette in de middeleeuwen Jöllenbeck.
- Het in de stijl van de Wezerrenaissance in 1570 voltooide kasteel Ulenburg diende van 1926 tot 2008 als psychiatrisch ziekenhuis. Het is nu in bezit van een organisatie van jezidi's. Voor de mensen, die dit geloof aanhangen, moet het kasteel een groot, geheel Europa dekkend, centraal studie- en bezinningscentrum worden. Het kasteelpark zal voor publiek geopend blijven.
- Twee watermolenmusea:
  - De Rurupsmühle ten oosten van het zuidelijke gedeelte van de Koblenzer Straße in het zuiden van stadsdeel Gohfeld;
  - De Kemena-watermolen, nabij de spoorlijn, aan het noordoostelijke stuk van de Koblenzer Straße te Gohfeld.
- Het streekmuseum aan de Alter Postweg, 2 km ten westen van de Rurupsmühle,  in het uiterste zuiden van stadsdeel Gohfeld, met veel aandacht voor de geschiedenis van het gebied vanaf het Pleistoceen tot de 20e eeuw.

## Belangrijke personen in relatie tot de stad

### Geboren
- Ernst Günther van Sleeswijk-Holstein-Augustenburg (1609-1689), geboren op slot Beck. Hij was hertog van Sleeswijk-Holstein-Sonderburg-Augustenburg. Hij behoorde tot het huis Sleeswijk-Holstein-Sonderburg-Augustenburg.
- Frederik Lodewijk van Sleeswijk-Holstein-Sonderburg-Beck (1653-1728), geboren op slot Beck. Hij was hertog van Sleeswijk-Holstein-Sonderburg-Beck.
- Johannes Kuhlo (1856-1941), geboren in stadsdeel Gohfeld, dominee, musicus en componist van met name christelijke muziek voor blaasinstrumenten
- Marie Hüsing (1909-1995), geboren in stadsdeel Obernbeck, verpleegster, schrijfster van protestants-christelijke literatuur, ook in het Nederlands

### Overleden
- August Filips van Sleeswijk-Holstein-Sonderburg-Beck (Sonderburg, 11 november 1612 - Schloss Beck, 6 mei 1675) was van 1627 tot aan zijn dood hertog van Sleeswijk-Holstein-Sonderburg-Beck.

### Overig
- Robert Tesche (*1987), profvoetballer, woonde en voetbalde als jeugdspeler van zijn 6e tot zijn 14e jaar in de gemeente Löhne.

## Afbeeldingen

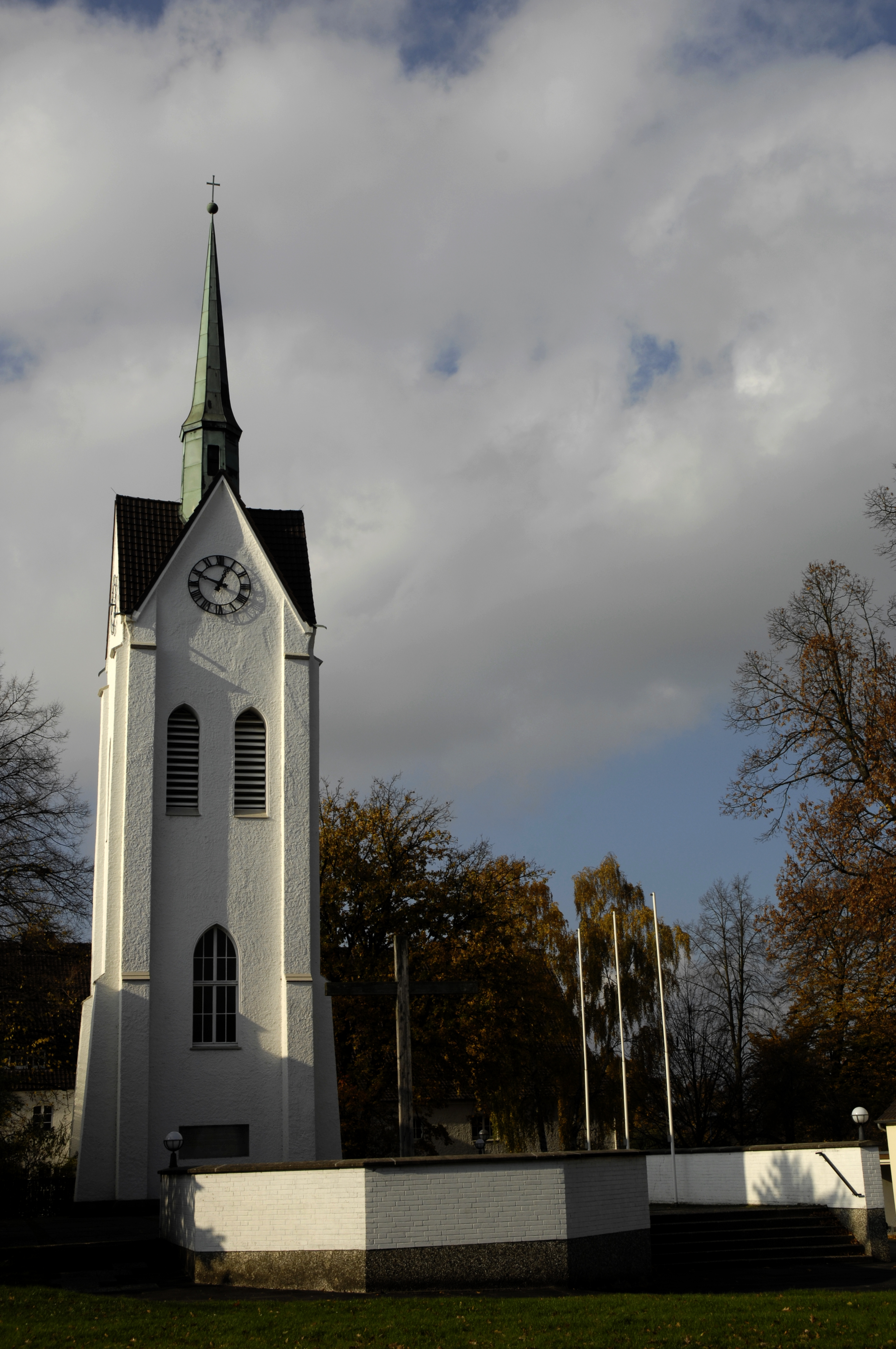
Mattheüskerk in Löhne-Bahnhof
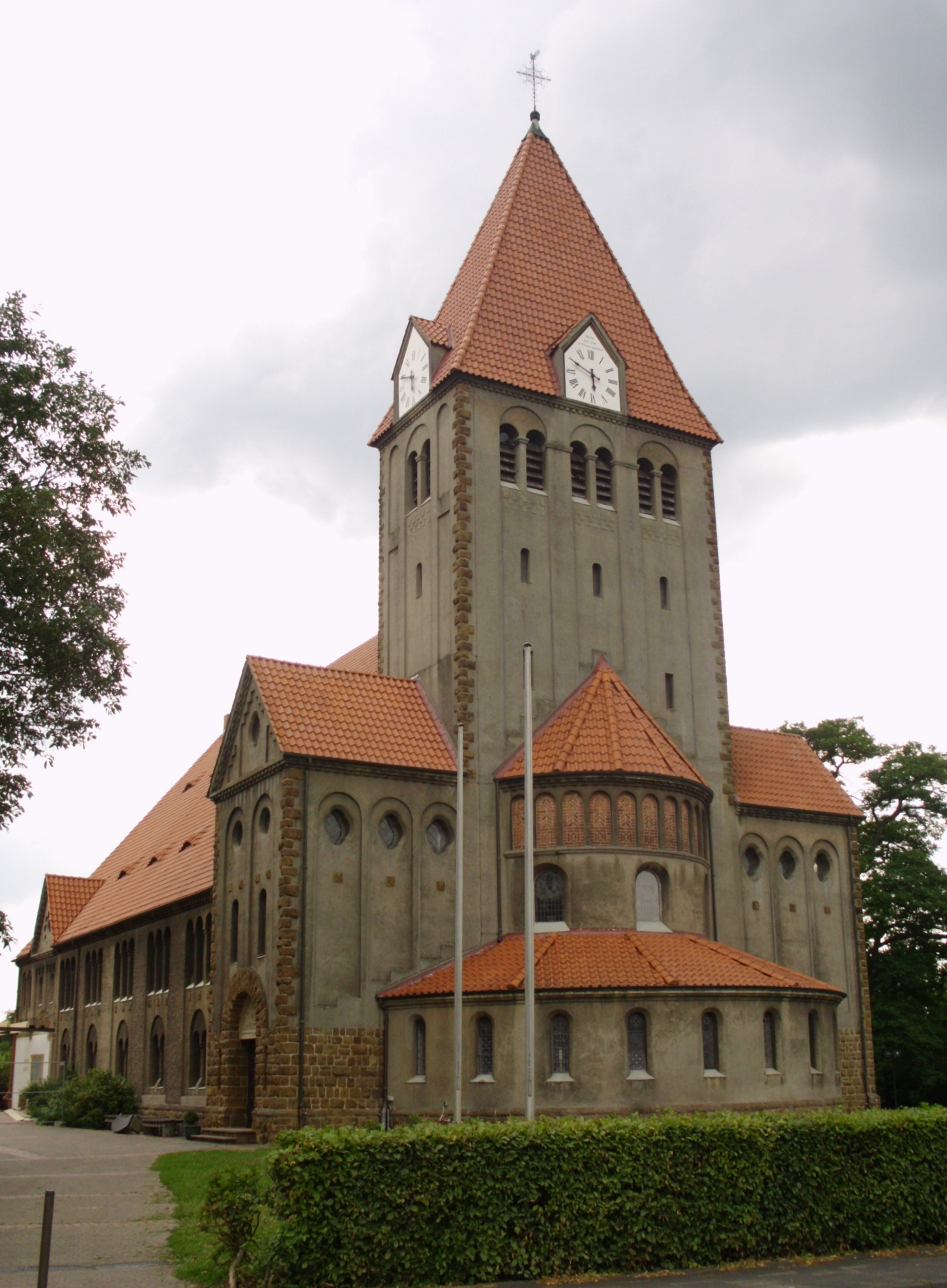
Christuskerk in stadsdeel Obernbeck
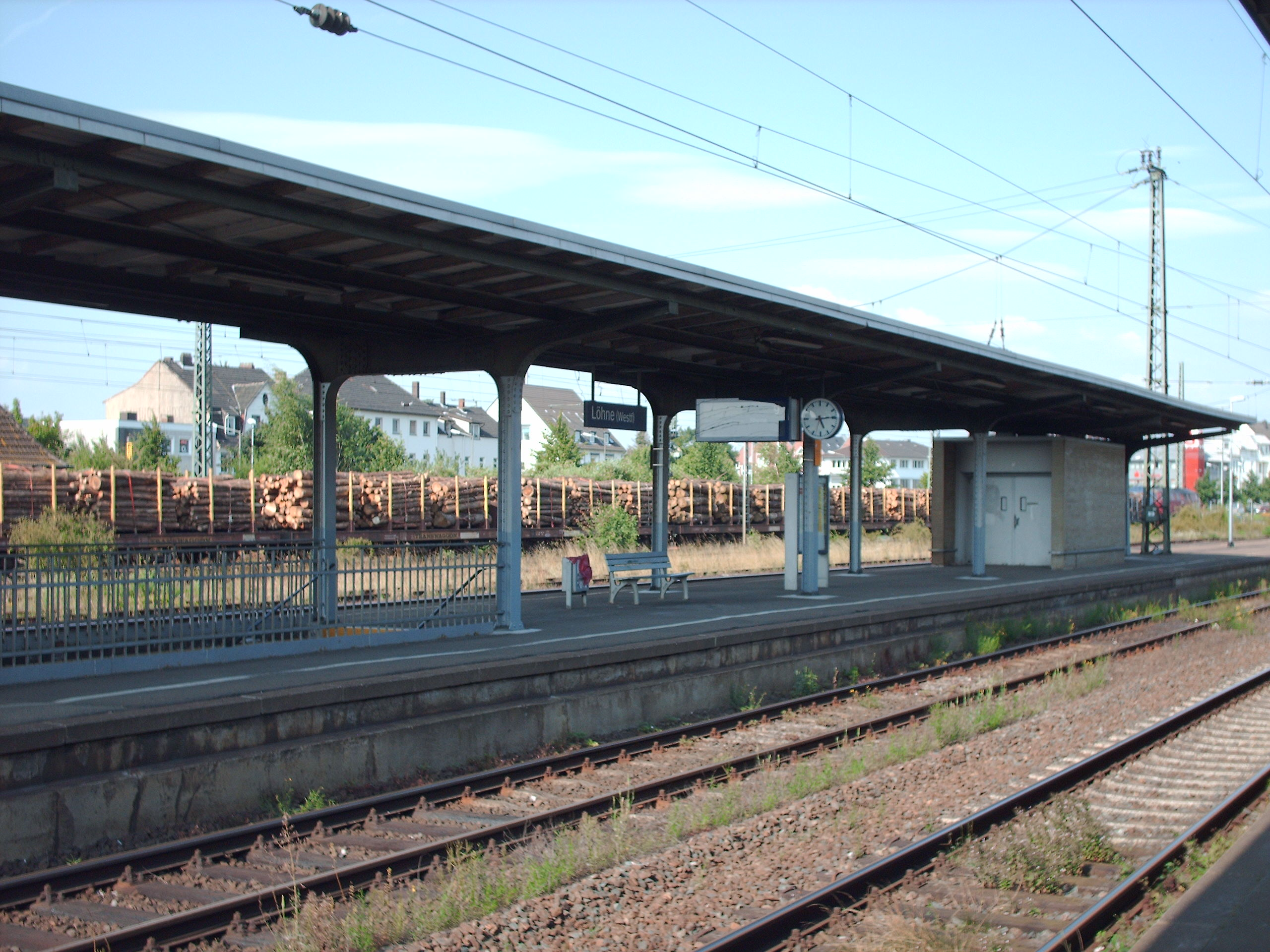
Station Löhne
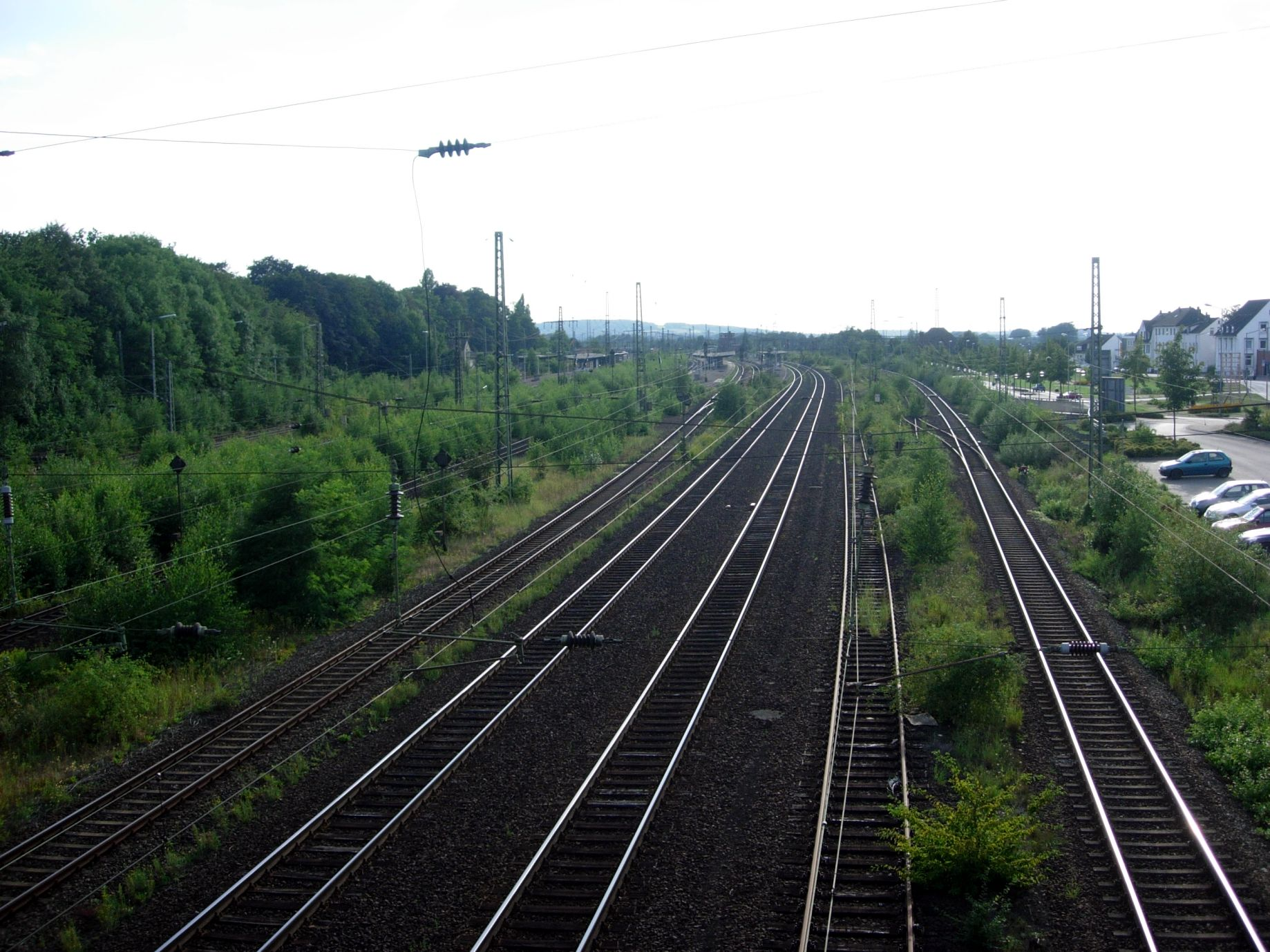
Spoorlijnen bij station Löhne
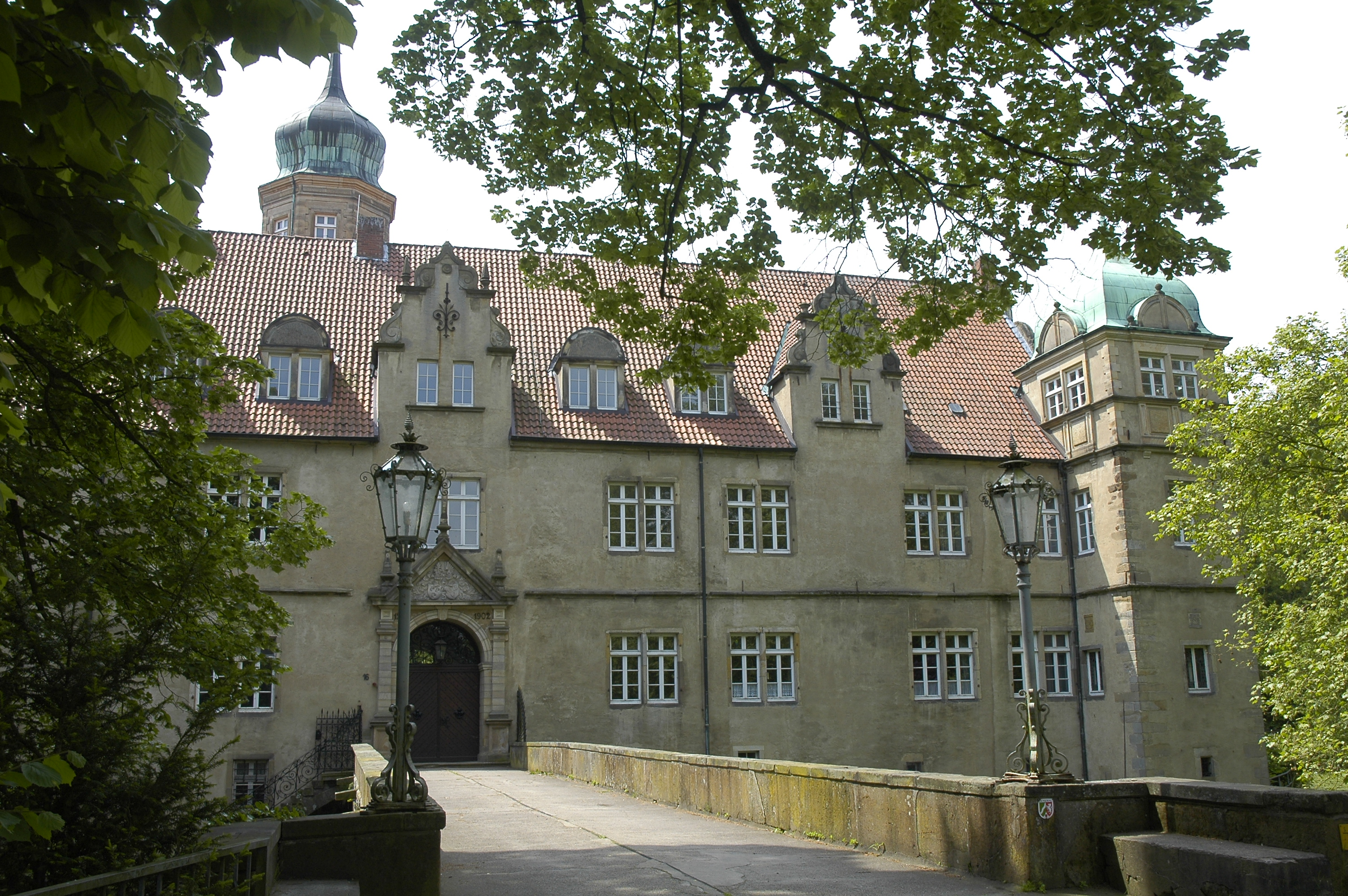
Voorzijde van kasteel Ulenburg
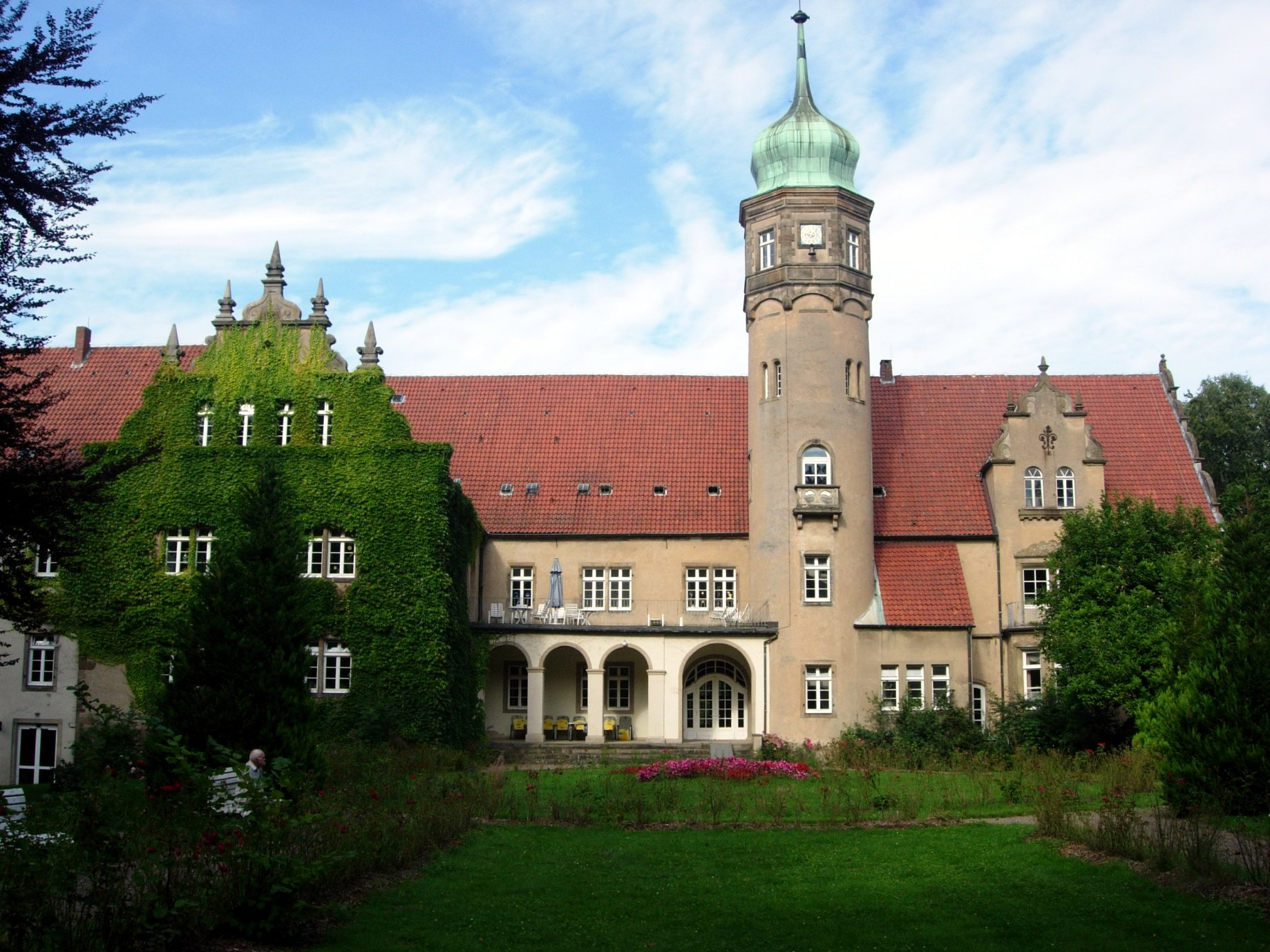
Achterzijde van kasteel Ulenburg
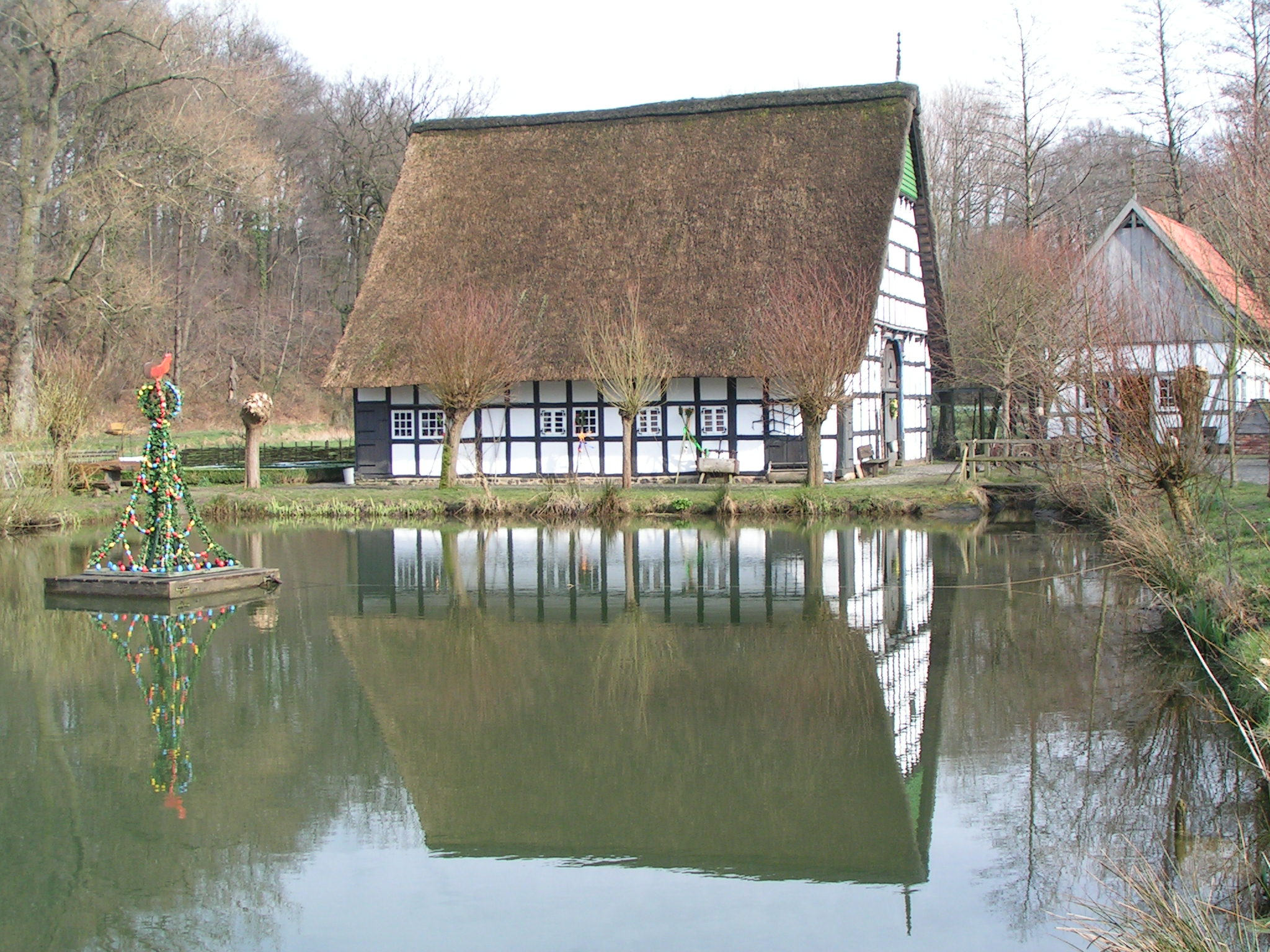
Rürupsmühle (molenmuseum; gebouwen uit 1727 en 1841)
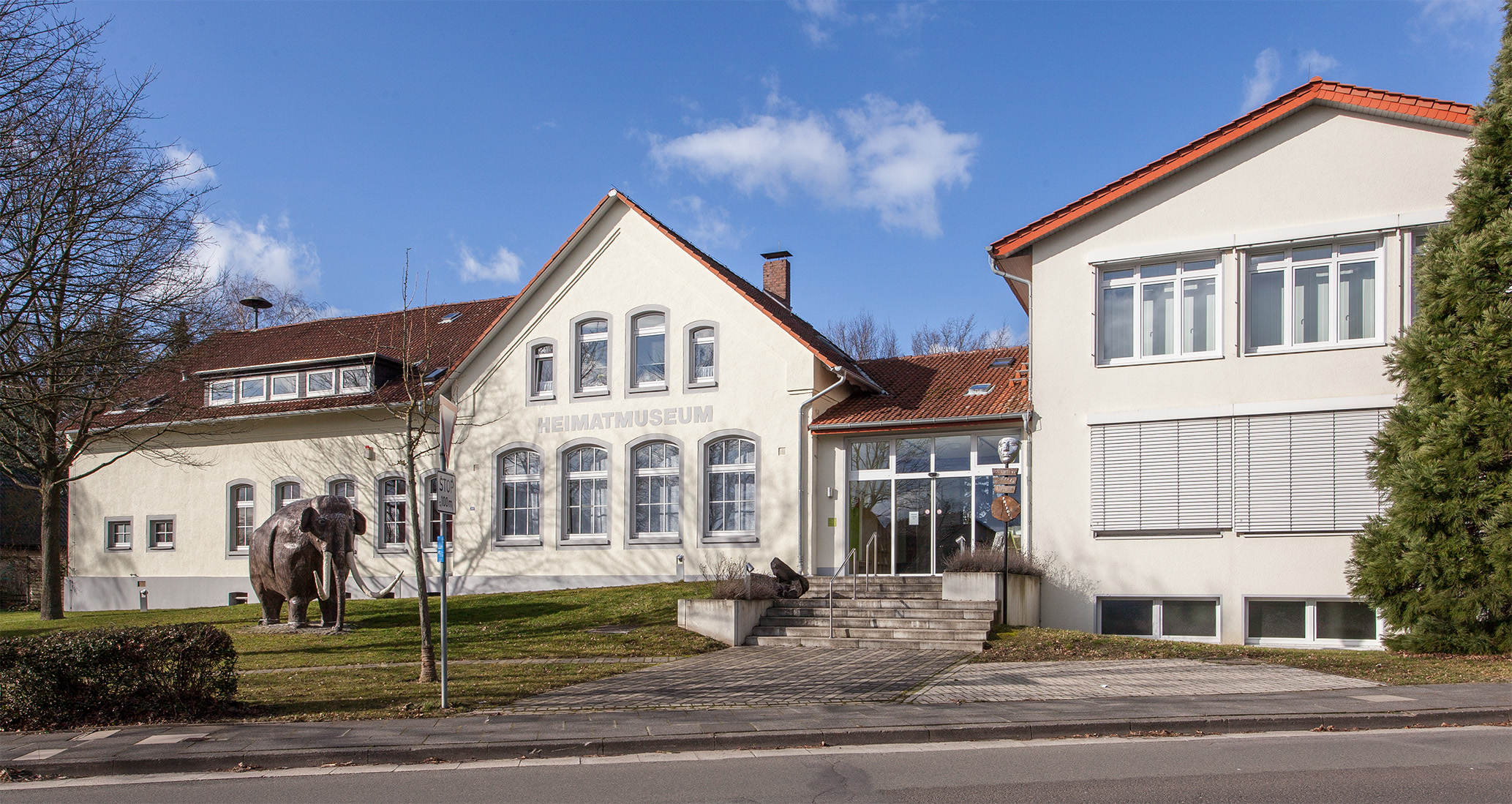
Streekmuseum

## Partnersteden
Löhne heeft de volgende partnersteden:
- Columbus (Verenigde Staten)
- Condega (Nicaragua)
- Mielec (Polen)
- Röbel/Müritz (Duitsland)
- Spittal an der Dau (Oostenrijk)

Bünde · Enger · Herford · Hiddenhausen · Kirchlengern · Löhne · Rödinghausen · Spenge · Vlotho